# طومي ديفيس (لاعب كرة قاعدة)
طومي ديفيس (بالإنجليزية: Tommy Davis)‏ هو لاعب كرة قاعدة أمريكي، ولد في 21 مارس 1939 في بروكلين في الولايات المتحدة.

## وصلات خارجية
- طومي ديفيس على موقع دوري كرة القاعدة الرئيسي (الإنجليزية)
- طومي ديفيس على موقعبيزبول رفرنس.كوم (الدوري الرئيسي) (الإنجليزية)
- طومي ديفيس على موقعبيزبول رفرنس.كوم (الدوري الثانوي) (الإنجليزية)
- طومي ديفيس على موقع مشجعي الرسوم البيانية (الإنجليزية)